# Éleusis (jeu)
Pour les articles homonymes, voir Éleusis (homonymie).
Éleusis est un jeu de cartes et de logique dont les joueurs ignorent et cherchent la règle. Celle-ci est définie et gardée secrète par l'un des joueurs.

## Histoire
Éleusis est inventé par Robert Abbott en 1956, puis popularisé par Martin Gardner dans sa colonne « Mathematical Games » dans Scientific American. Son nom fait référence aux mystères d'Éleusis. Robert Abbott améliore le jeu dans les années 1970 pour aboutir à la version actuelle, appelée Nouvel Éleusis (New Eleusis). Bernard Werber en explique les règles dans L'Encyclopédie du savoir relatif et absolu et a contribué à sa popularisation.

## Principe du jeu

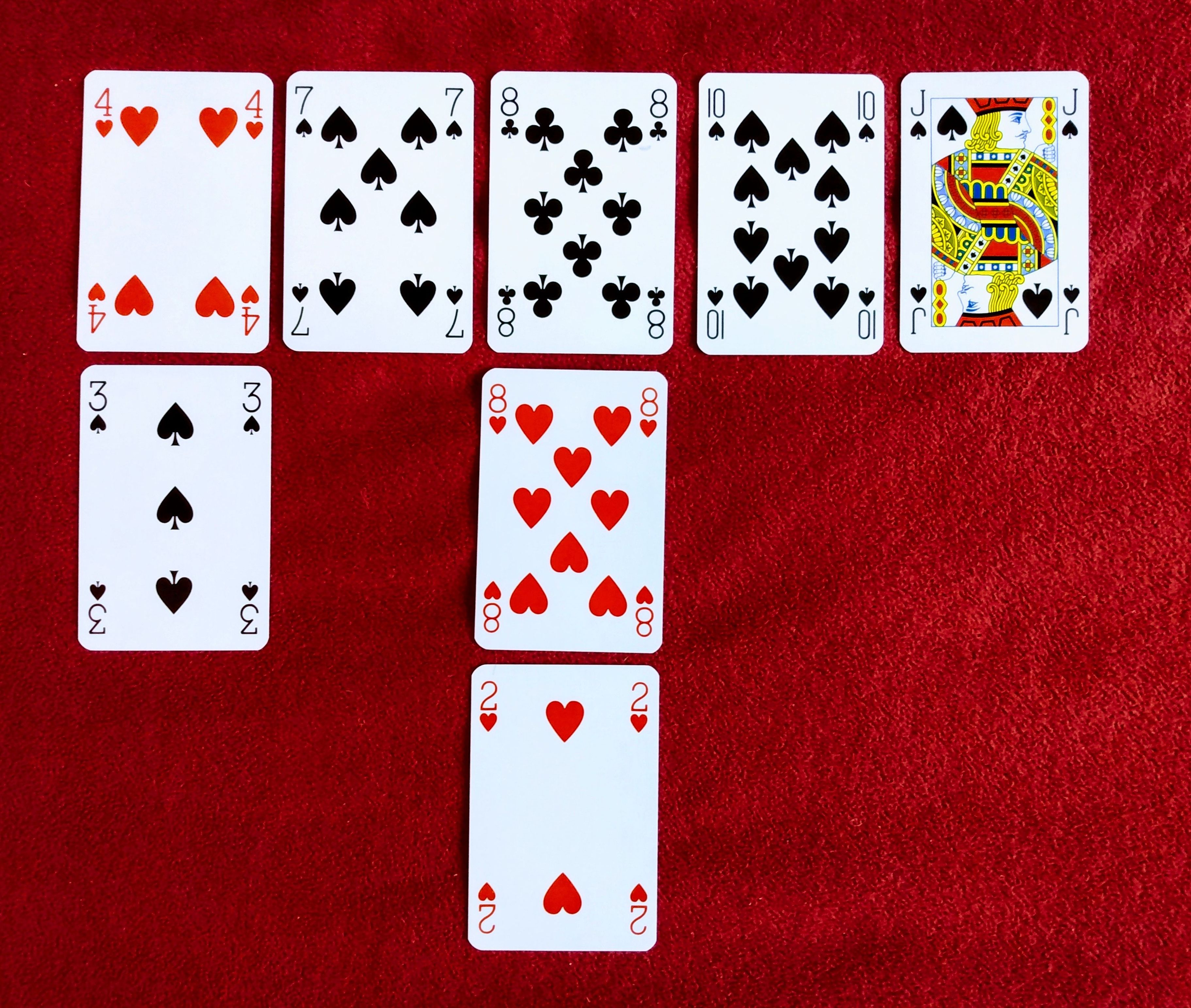
Une partie d’Éleusis en cours.

En général, il faut être quatre joueurs et avoir deux jeux de 52 cartes. Un joueur (appelé « maître du jeu » ou « Dieu ») détermine une règle secrète (appelée « règle du monde »), qui définit quelles cartes seront acceptées une fois jouées. Cette règle ne doit être ni trop simple, ni trop compliquée. Les autres joueurs, appelés « chercheurs », doivent essayer de la deviner en faisant des expériences, c'est-à-dire en proposant à tour de rôle des cartes qui seront soit acceptées soit rejetées par le maître du jeu en suivant sa règle du monde. Les cartes sont ensuite placées les unes à la suite des autres pour former la séquence principale si elles sont acceptées ou bien mises de côté si elles sont refusées. Les deux séquences de cartes ainsi formées sont disposées de telle sorte que l'on voie toujours les face des cartes, ce qui permet aux joueurs de deviner la logique suivie par la règle du monde.
Le calcul du score est conçu pour inciter Dieu à trouver des règles suffisamment faciles pour être trouvables, mais suffisamment difficiles pour n'être pas immédiatement apparentes, et (dans Nouvel Éleusis) par un système de « prophètes » qui répondent à la place de Dieu s'ils croient avoir compris la règle. En effet, dans cette version, lorsqu'un joueur pense avoir deviné la règle, il s'auto-proclame prophète. Il prend alors le rôle de Dieu pendant dix tours et doit dire si les cartes proposées sont acceptées ou non. Si le prophète se trompe, Dieu le destitue et le jeu reprend son cours. Si le prophète ne fait pas d'erreur jusqu'au 10e tour, il énonce la règle du monde qu'il a devinée et devient le Dieu de la partie suivante.

### Règle
Pour les règles reposant sur un principe mathématique, on considère que le valet vaut 11, la dame 12, le roi 13 et l'as 1. Les règles ne peuvent reposer que sur les cartes et non, par exemple, sur le joueur qui les pose ou la manière dont il les pose. Une carte sera donc acceptée ou refusée indépendamment du joueur qui la pose. Les règles « stochastiques » (aléatoires) ne sont pas acceptées.
Exemples de règle du monde : « Les cartes doivent être alternativement rouges et noires » ; « Il faut uniquement des cartes de valeur inférieure ou égale à 9 » ; « Alterner une carte à figure (roi, dame, valet) avec une carte à nombre (de l'as au 10) ».

## Variante Eleusis+Nobel
Cette variante du jeu en est une version électronique combinée au jeu Nobel mis au point par des chercheurs en sciences cognitives,. Dans cette version, chaque joueur sélectionne une règle secrète parmi celles proposées et peut créer à sa guise des séquences de cartes qui sont jugées valides ou non par la règle secrète. Il peut à tout moment « publier » sa théorie sous la forme d'un ensemble de clauses et la rendre publique et accessible aux autres joueurs. Ce faisant, il marque 'P' points. Un joueur qui trouve un contre-exemple à une théorie ainsi publiée peut également la réfuter en rendant public ce contre-exemple et en précisant quelle clause de la théorie est violée. Ce faisant, il prend 'R' points à l'auteur de la théorie réfutée.
En faisant varier le rapport 'P/R', des phénomènes sociaux et des comportements peuvent être observés et influer sur les risques liés à la publication d'une théorie.
Un lien étroit existe entre ce protocole d'expérimentation/publication et des modèles couramment étudiés en apprentissage machine, tels que l'identification de concepts à partir de requêtes. Cette formalisation du jeu social mise en place dans Eleusis+Nobel a inspiré de nouveaux modes de communication par échange d'annotations logiques.